# Фридланд (Мекленбург)
Фридланд (њем. Friedland) град је у њемачкој савезној држави Мекленбург-Западна Померанија. Једно је од 53 општинска средишта округа Мекленбург-Штрелиц. Према процјени из 2010. у граду је живјело 6.772 становника. Посједује регионалну шифру (AGS) 13055020.

## Географски и демографски подаци
Фридланд се налази у савезној држави Мекленбург-Западна Померанија у округу Мекленбург-Штрелиц. Град се налази на надморској висини од 25 метара. Површина општине износи 97,6 km². У самом граду је, према процјени из 2010. године, живјело 6.772 становника. Просјечна густина становништва износи 69 становника/km².

## Међународна сарадња
| Мјесто    | Држава | Врста сарадње | Од    |
| --------- | ------ | ------------- | ----- |
| Прардинск | Русија | контакт       | 2000. |
| Мјерошов  | Пољска | контакт       | 2000. |
|           | Пољска | контакт       | 2000. |
|           | Чешка  | контакт       | 2000. |
|           | Чешка  | контакт       | 2000. |
| Извор     |        |               |       |